# Física matemática
Física matemática é um ramo da física teórica que estuda desde simetrias até modelos integráveis na área de partículas e campos.
Este estudo envolve desde termodinâmica até física de partículas (para um bom entendimento desta é bom ter um relativo domínio de mecânica quântica).

## Importantes físicos matemáticos no século XX
Entre os cientistas que atuaram no campo da Física Matemática no século XX encontram-se:
- Arnold Sommerfeld
- Albert Einstein
- Max Born
- Niels Bohr
- Hermann Weyl
- Satyendra Nath Bose
- Wolfgang Pauli
- Werner Heisenberg
- Paul Dirac
- Eugene Wigner
- John von Neumann
- Sin-Itiro Tomonaga
- Hideki Yukawa
- Lev Landau
- Nikolay Bogolyubov
- Mark Kac
- Julian Schwinger
- Richard Feynman
- Rudolf Haag
- Freeman Dyson
- Martin Gutzwiller
- Abdus Salam
- Jürgen Moser
- Peter Higgs
- Michael Atiyah
- Joel Lebowitz
- Roger Penrose
- Sheldon Lee Glashow
- Steven Weinberg
- Ludvig D. Faddeev
- David Ruelle
- Yakov G. Sinai
- Vladimir Arnold
- Arthur Jaffe
- Roman Jackiw
- Leonard Susskind
- Stephen Hawking
- Alexander M. Polyakov
- John L. Cardy
- Edward Witten
- Maria Göppert-Mayer